# Duché de Carniole
1364–1918
Entités précédentes :
- Marche de Carniole

Entités suivantes :
- État des Slovènes, Croates et Serbes
- Royaume d'Italie

Le duché de Carniole (en slovène : Vojvodina Kranjska, en allemand : Herzogtum Krain) était un État du Saint-Empire romain germanique. Créé en 1364 à la suite de l'élévation de la marche de Carniole au rang de duché, il appartenait aux territoires héréditaires des Habsbourg et est devenu l'une des terres de la Couronne de l'empire d'Autriche en 1804 puis de l'Autriche-Hongrie en 1867. Sa capitale était la ville de Ljubljana (Laibach).

## Histoire

### Marche de Carniole
La marche de Carniole est née sur le territoire du vaste duché de Carinthie au début du XIe siècle, lorsque les premiers margraves  étaient établis au château de Kranj (Krainburg). Vers 1040, le comte Poppo Ier de Weimar fut seigneur de Carniole ; plus tard, la maison de Sponheim, ducs de Carinthie, ainsi que les comtes d'Andechs et ducs de Méranie détenaient le pouvoir. Lorsque la lignée des Sponheim s'éteint en 1269, la marche se trouvait parmi les fiefs du roi Ottokar II de Bohême qui régna jusqu'aux revendications territoriales de Rodolphe Ier de Habsbourg, élu roi des Romains en 1273. Vainqueur de la bataille de Marchfeld (1278), Rodolphe a cédé le fief à son partisan le comte Meinhard de Goritz, duc de Carinthie, en 1286.

### Possession des Habsbourg

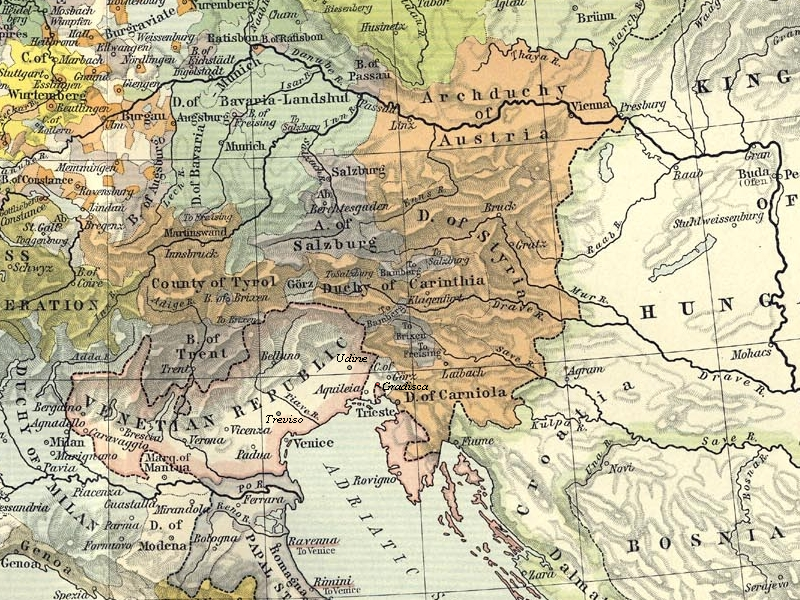
Carte des territoires gouvernés par les Habsbourg au XVe siècle (en orange) : on distingue le duchés de Styrie, Carinthie et Carniole, ainsi que la ville de Trieste, qui forment l'Autriche intérieure, par opposition à l'archiduché d'Autriche au nord-est.

Après la mort de Henri de Goritz en 1335, sans héritier mâle, la Carinthie et la Carniole échurent définitivement à la maison de Habsbourg. Par l'acte du 2 mai 1335, les fiefs sont donnés par l'empereur Louis IV au duc Albert II d'Autriche et à son frère Othon. En 1364, le duc Rodolphe IV d'Autriche (dit « le Fondateur »), fils d'Albert II et archiduc autoproclamé par le Privilegium Maius, élève la marche de Carniole au rang de duché — un acte normalement réservé à l'empereur.
En 1374, les Habsbourg héritent également de la marche windique et de la Carniole-Blanche située à la frontière sud-est avec le royaume de Croatie. Par le traité de Neuberg en 1379, la Carniole intègre l'Autriche intérieure gouvernée par Léopold III de Habsbourg et ses descendants qui résident à Graz en Styrie.
En 1457, la Carniole et le reste de l'Autriche intérieure sont réintégrés dans l'archiduché d'Autriche sous le règne de Frédéric III. Une nouvelle division intervient en 1564 à la mort de Ferdinand I, après laquelle les terres des Habsbourg sont divisées entre ses trois fils et l'Autriche intérieure revient à Charles II d'Autriche-Styrie. En 1619, Ferdinand II hérite à nouveau de l'ensemble des territoires des Habsbourg d'Autriche et l'Autriche intérieure fait son retour dans l'archiduché d'Autriche, une situation qui ne changera plus jusqu'aux conquêtes napoléoniennes.

### Domination française

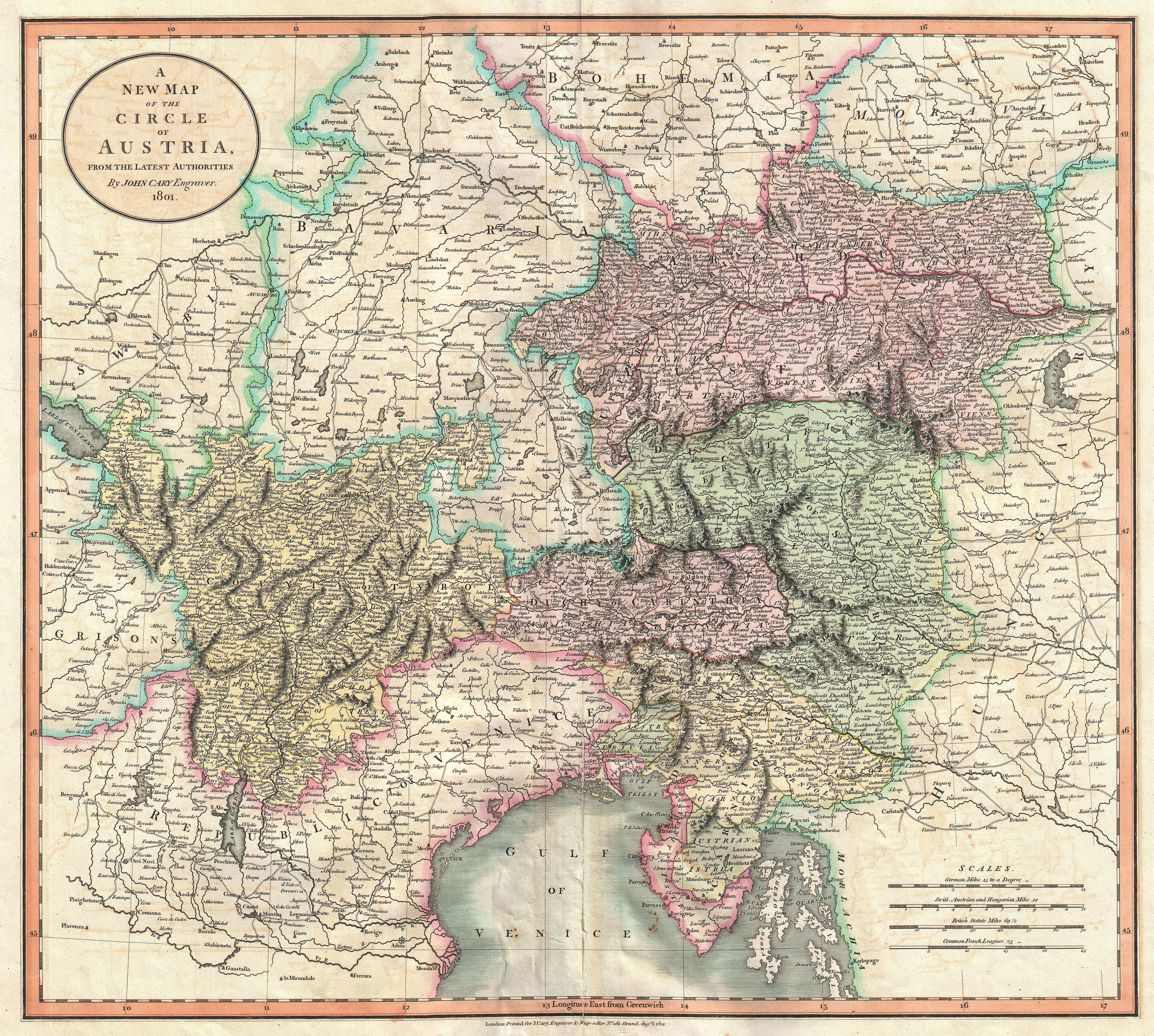
Le duché de Carniole (en jaune) dans le cercle d'Autriche.

Pendant les guerres de Coalitions, après la signature du traité de Schönbrunn en 1809, la région est momentanément rattachée aux Provinces illyriennes conquises par les forces napoléoniennes. Les provinces sont annexées par la France, puis organisées en départements. L'administration impériale impose le Code civil français et les lois sont promulguées en français, italien, allemand et « kranje ». Cette élévation d'une langue slave au rang de langue officielle a une conséquence certaine sur le développement du slovène moderne.

### Empire d'Autriche et Empire austro-hongrois
Toutefois, en 1815, à la suite de la défaite française et au congrès de Vienne, la région repasse sous la coupe de la couronne impériale des Habsbourg, tout d'abord incorporée dans le royaume d'Illyrie. En 1821, le congrès de Laybach, réunissant la Sainte-Alliance de l'empereur François Ier d'Autriche et les vainqueurs de la France napoléonienne, décide de prendre les mesures militaires nécessaires pour réprimer une rébellion dans le royaume des Deux-Siciles et restaurer l'ordre établi. 

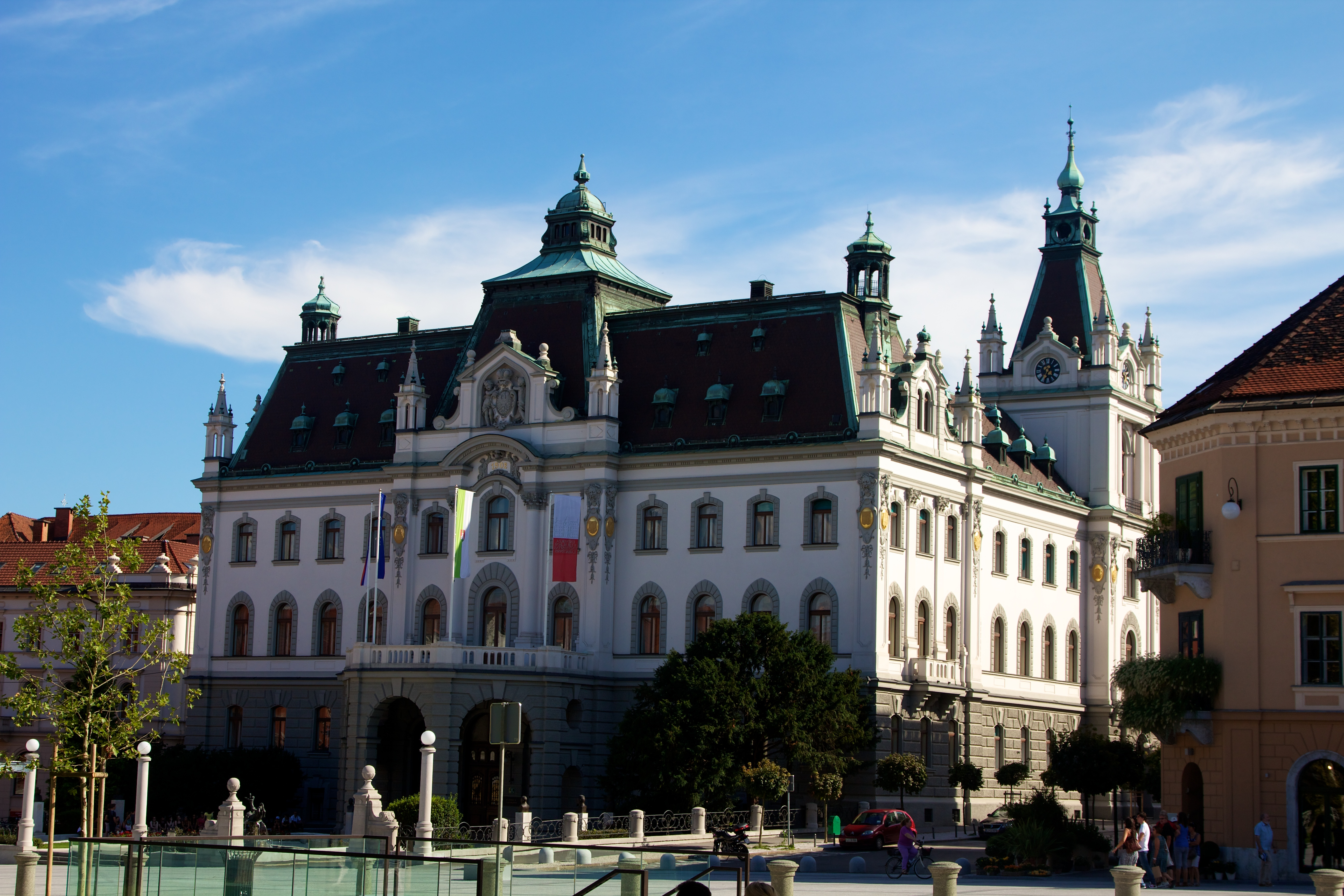
L'ancien édifice du Landtag de Carniole, aujourd'hui bâtiment principal de l'université de Ljubljana.

Après la révolution autrichienne de 1848, le royaume d'Illyrie est dissous et la Carniole est nouvellement constituée comme une terre de la couronne autonome ayant deux langues officielles, l’allemand et le slovène. Par la patente de février 1861, le pays reçoit une diète provinciale (de) (Landtag) et en envoie des élus au Reichsrat, parlement de la Cisleithanie d'après le Compromis austro-hongrois établi en 1867. En même temps, la construction des chemins de fer de la Sudbahn reliant le port de Trieste via Ljubljana à Vienne induit une croissance économique.
Après la défaite des Habsbourg au cours de la Première Guerre mondiale, la majorité du duché est intégrée en 1918 au royaume des Slovènes, Croates et Serbes, mis à part une petite partie occidentale qui est annexée à la Vénétie julienne au sein du royaume d'Italie. Cette partie revient toutefois à la Yougoslavie à l’issue de la défaite de l'Italie durant la Seconde Guerre mondiale. Depuis 1991, le territoire de l'ancien duché appartient à la république de Slovénie et est considéré comme l'une des régions historiques du pays.

## Divisions administratives

Le duché de Carniole (en rose) dans l'Autriche intérieure.

La superficie du duché est d'environ 9 990 km2 et sa population est composée d'environ 510 000 habitants[Quand ?].
La Carniole est divisée géographiquement en trois sous-régions : la Haute-Carniole (Gorenjska en slovène et Oberkrain en allemand), la Basse-Carniole (Dolenjska en slovène et Unterkrain en allemand) et la Carniole-Intérieure (Notranjska en slovène et Innerkrain en allemand). Avant 1860, la zone est découpée administrativement en trois districts centrés autour des localités de Ljubljana, Novo Mesto et de Postojna.
De 1861 à 1918, le duché est découpé en onze districts composés de 359 communes, ainsi que la ville statutaire de Ljubljana. Les districts sont répartis autour des villes principales : 
- Haute-Carniole
  - Kranj (Krainburg) : Škofja Loka, Kranj et Tržič ;
  - Ljubljana (Laibach) : Ljubljana et Vrhnika ;
  - Radovljica (Radmannsdorf) : Radovljica et Kranjska Gora ;
  - Kamnik (Stein) : Kamnik et Brdo.
- Basse-Carniole
  - Kočevje (Gottschee) : Kočevje, Velike Lašče et Ribnica ;
  - Krško (Gurkfeld) : Krško, Mokronog, Radeče et Kostanjevica ;
  - Litija (Littai) : Litija et Višnja Gora ;
  - Novo mesto (Rudolfswerth) : Novo mesto, Žužemberk et Trebnje ;
  - Črnomelj (Tschernembl) : Metlika et Črnomelj.
- Carniole-Intérieure
  - Postojna (Adelsberg) : Postojna, Ilirska Bistrica, Senožeče et Vipava ;
  - Logatec (Loizsch) : Logatec, Lož, Idrija et Cerknica.

## Ducs de Carniole
- Rodolphe IV de Habsbourg (1364-1365), également duc d'Autriche et de Styrie, ainsi que duc de Carinthie et comte de Tyrol ;
- Albert III (1365-1379) conjointement avec :
  - Léopold III, son frère cadet.

### Autriche intérieure
- Léopold III de Habsbourg (1379-1386), meurt à la bataille de Sempach
- Albert III d'Autriche (1386-1396), régent
- Guillaume (1395-1406), fils aîné de Léopold III, également duc d'Autriche jusqu'en 1404 conjointement avec son cousin Albert IV
- Ernest de Fer (1406-1424), fils cadet de Léopold III, a accédé au titre d'archiduc
- Frédéric V (1424-1493), fils aîné d'Ernest, jusqu'en 1436 sous la tutelle de son oncle Frédéric IV, élu roi des Romains en 1440 et sacré empereur du Saint-Empire (en tant que Frédéric III) en 1452, hérite du duché d'Autriche à la mort de Ladislas le Posthume en 1457.

### Archiducs d'Autriche
- Maximilien Ier (1493-1519), archiduc d'Autriche et roi des Romains, sacré empereur en 1508
- Charles Quint (1519-1521), archiduc d'Autriche, empereur 1519-1556
- Ferdinand Ier du Saint-Empire (1521-1564), archiduc d'Autriche, empereur à partir de 1558, fondateur de la maison d'Autriche ;

### Lignée d'Autriche-Styrie
- Charles II (1564-1590), régent des duchés de Styrie, de Carinthie et de Carniole ainsi que du comté de Goritz ;
- Ferdinand II du Saint-Empire (1590-1637), son fils, également archiduc d'Autriche et empereur du Saint-Empire à partir de 1619, régna sur tous les pays de la monarchie de Habsbourg.